# Pterorhinus
Pterorhinus là một chi chim dạng sẻ thuộc họ Kim oanh (Leiothrichidae).

## Phân loại
Chi này được nhà động vật học người Anh Robert Swinhoe lập ra vào năm 1868 với loài Pterorhinus davidi là loài điển hình. Tên của chi kết hợp từ các từ Hy Lạp cổ đại pteron (lông vũ) và rhinos (lỗ mũi).
Những loài thuộc chi này từng được xếp trong chi Garrulax, nhưng sau khi một nghiên cứu phát sinh chủng loại phân tử năm 2018 được công bố, Garrulax được tách ra và một số loài đã được chuyển sang chi tái lập Pterorhinus. Đồng thời, bốn loài trước đây thuộc chi Babax đã được chuyển đến đây.

### Các loài
Chi này có 23 loài:
- Pterorhinus ruficollis
- Pterorhinus nuchalis
- Pterorhinus chinensis (Khướu bạc má)
- Pterorhinus mitratus
- Pterorhinus treacheri
- Pterorhinus vassali (Khướu đầu xám)
- Pterorhinus galbanus
- Pterorhinus courtoisi (Hét cười mũ lam) – tách ra từ P. galbanus
- Pterorhinus gularis
- Pterorhinus delesserti
- Pterorhinus albogularis
- Pterorhinus ruficeps
- Pterorhinus davidi
- Pterorhinus pectoralis (Khướu ngực đen)
- Pterorhinus poecilorhynchus
- Pterorhinus caerulatus
- Pterorhinus berthemyi
- Pterorhinus lanceolatus – chuyển từ Babax
- Pterorhinus woodi – chuyển từ Babax
- Pterorhinus waddelli – chuyển từ Babax
- Pterorhinus koslowi – chuyển từ Babax
- Pterorhinus sannio (Bò chiêu)
- Pterorhinus perspicillatus